# Centrum für Jüdische Studien
Das Centrum für Jüdische Studien (CJS) ist eine Forschungseinrichtung an der Universität Graz. Vorgänger war das von 2000 bis 2001 bestehende David-Herzog-Centrum für Jüdische Studien (DHC), benannt nach dem Landesrabbiner für Steiermark und Kärnten David Herzog. Es forscht zur jüdischen Geschichte, Kultur, Literatur und Religion, insbesondere in Israel und den USA. Von 2001 bis 2007 war der Historiker Klaus Hödl Gründungsdirektor der Einrichtung.

## Studium
Das CJS ist Mitglied in der Arbeitsgemeinschaft für Jüdische Studien in Österreich (AGJÖ). Es bietet den fakultätsübergreifenden, viersemestrigen geistes- und kulturwissenschaftlichen Joint-Degree-Studiengang Jüdische Studien – Geschichte jüdischer Kulturen (Master of Arts) mit der Hochschule für Jüdische Studien (HfJS) in Heidelberg an. Er wird seit 2007 durch den DAAD gefördert. Vorsitzende der Curriculakommission für die interfakultäre Studienrichtung Jüdische Studien in Graz ist die katholische Theologin Irmtraud Fischer.

## Gastprofessur
Neben dem seit den 1980er Jahren bestehenden David-Herzog-Fonds an der Universität Graz besteht eine Kooperation mit der kulturwissenschaftlich ausgerichteten Kurt-David-Brühl-Gastprofessur für Jüdische Studien, die 2001 geschaffen wurde. Sie ist nach dem Unternehmer, Ehrenpräsidenten der Israelitischen Kultusgemeinde Graz und Förderer der Gastprofessur, Konsul Kurt David Brühl errichtet worden. Diese erhielten bisher folgende nationale und internationale Wissenschaftler: Gerold Necker, Elisabeth Hollender, Stefan Litt, Liliane Weissberg, Eric Jacobson, Trude Maurer, Mona Körte, Thomas Meyer, Ulrich Wyrwa, Hildegard Frübis und Joachim Schlör.

## Forschung
Das CJS beherbergt ein Biographisches Archiv der Juden aus der Steiermark. Außerdem ist es Herausgeber der Zeitschrift Transversal, der Vorlesungen des Centrums für Jüdische Studien und der Schriften des Centrums für Jüdische Studien (2013: 23 Bände mit Beiträgen von u. a. Evelyn Adunka, Daniel Hoffmann und Klaus Hödl).
Abgeschlossene und laufende Forschungsprojekte werden durch den Fonds zur Förderung der wissenschaftlichen Forschung, den Jubiläumsfonds der Oesterreichischen Nationalbank, den Zukunftsfonds der Republik Österreich, das Bundesministerium für Wissenschaft und Forschung, die Abteilung Wissenschaft und Forschung des Landes Steiermark und das Kulturamt der Landeshauptstadt Graz gefördert. Derzeit werden der Erste Weltkrieg aus jüdischer Perspektive, die Populärkultur in Wien und die jüdische Migration nach Palästina thematisiert.

## Veranstaltungen
In der Vergangenheit kuratierte das CJS Ausstellungen u. a. in der Heilandskirche (2010) und im Akademischen Gymnasium Graz (2012). Vorträge werden regelmäßig in Graz und Umgebung wie dem GrazMuseum, Pavelhaus, Literaturhaus Graz, Steiermärkischen Landesarchiv, Afro-Asiatischen Institut, Grazer Synagoge, ORF-Landesstudio Steiermark und Meerscheinschlössl organisiert. Zusammen mit anderen Institutionen nahm man an Tagungen und Workshops wie im Jüdischen Museum Berlin („Nicht nur Bildung, nicht nur Bürger. Juden in der Populärkultur“) und in der Universität Budapest („Jüdisches Leben im ungarisch-österreichischen Grenzraum des 19. und 20. Jahrhunderts“) teil. So fand 2013 an der Universität Graz die International Conference „European-Jewish Literatures and World War I“ mit Gästen wie Alfred Bodenheimer, Małgorzata Dubrowska, Claudia Erdheim und Jay Winter statt.